# Музей секс-машин

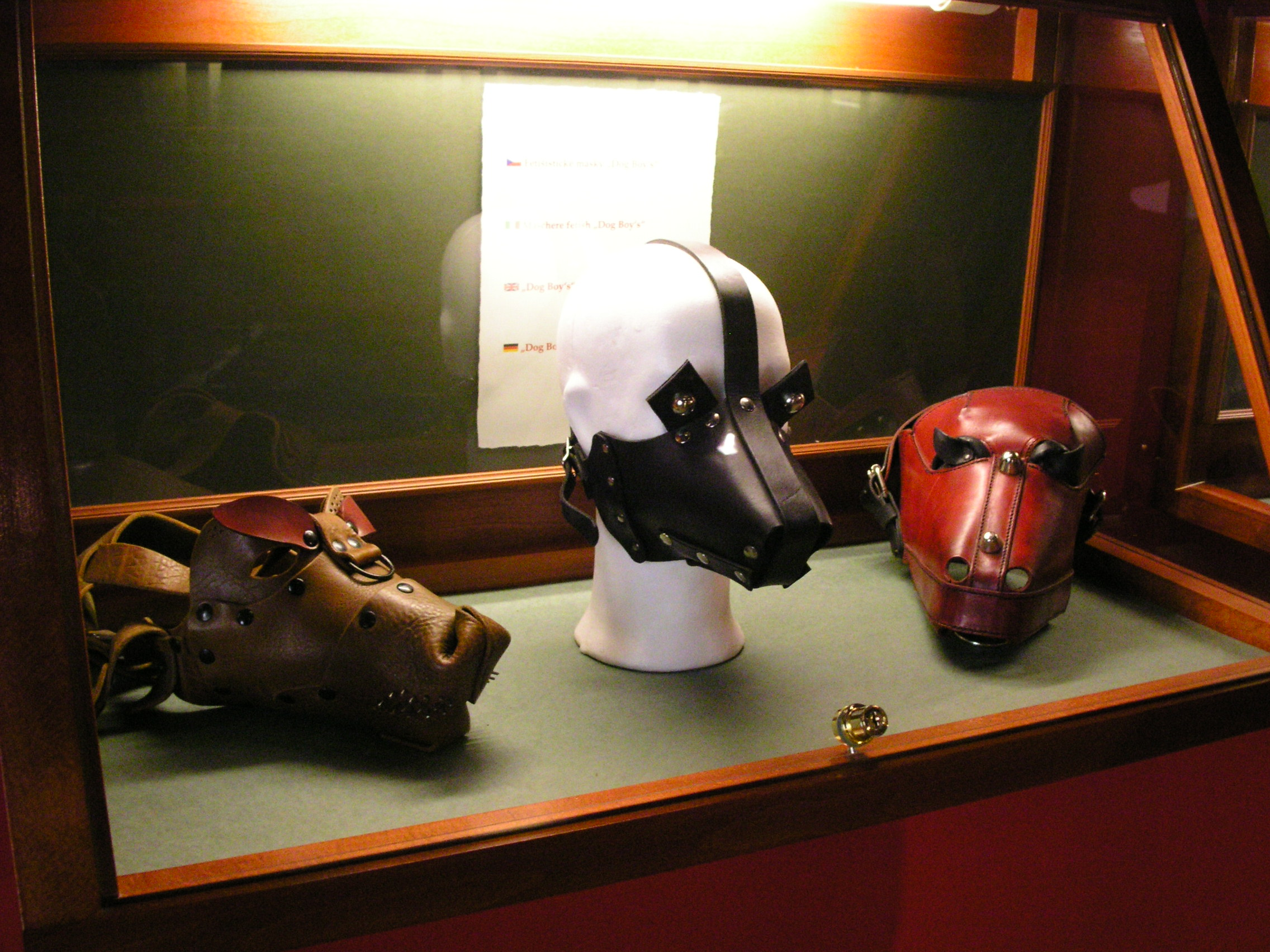
Три БДСМ-маски на витрине Музея секс-машин.

Музей секс-машин (англ. Sex Machines Museum, SMM) — музей секса в Праге, Чехия, с коллекцией сексуальных игрушек. Основан в 2002 году, расположен недалеко от Староместской площади. Официальный сайт Музея секс-машин описывает музей как «экспозицию механических эротических приспособлений, цель которых — доставлять удовольствие и допускать необычные и экстраординарные позы во время полового акта». Это единственный в мире секс-музей, посвящённый исключительно секс-машинам.
В трёхэтажном музее собрано около 200 устройств, многие из которых сопровождаются гибкими манекенами для лучшего понимания. Некоторые приборы были изготовлены ещё в XVI веке. Коллекции включают в себя пояса для тела и «столы для совокупления», предназначенные для облегчения нетрадиционных, даже невесомых, сексуальных поз, инструменты для стимуляции «полового члена, мошонки, анальной, вагинальной и клиторальной тканей», включая вибратор, «принудительные» стулья, предназначенные для «абсолютного господства», азиатский паланкин «Волшебная шкатулка» со скользящими глазками, тронные кресла с отверстием в сиденье для облегчения орального секса, пояс целомудрия с когтистыми зубами, который восходит к 1580-е годам, железные корсеты и т. д. В музее выставлено приспособление против мастурбации для мальчиков, изготовленное во Франции в 1920-х годах. В музее выставлена обувь, которую носили древнегреческие проститутки. На подошве этих туфель была выгравирована фраза «Следуй за моими шагами», чтобы они могли оставлять отпечаток на земле. Также есть коллекция эротической одежды. В художественной галерее SMM есть коллекция изображений, касающихся человеческой сексуальности. В музее есть театр, в котором демонстрируются одни из самых ранних в мире порнографических фильмов, снятых в Испании в 1920-е годы.
После открытия музея городские власти Праги раскритиковали его за то, что они сочли «неприятным» содержанием. Это повысило популярность Музея секс-машин среди туристов.